# Signify (przedsiębiorstwo)
Signify N.V. (wcześniej Philips Lightning N.V.) – holenderskie międzynarodowe przedsiębiorstwo zajmujące się produkcją oświetlenia. Powstało w 2016 roku w wyniki spin-offu działu zajmującej się oświetleniem firmy Philips. W 2018 roku zmieniono nazwę spółki na Signify. Spółka notowana jest na giełdzie w Amsterdamie.

## Historia
Dział zajmujący się oświetleniem w Philips został zapoczątkowany w 1891 roku. W 2014 roku macierzysta spółka ogłosiła swój zamiar wyodrębnienia działu zajmującego się oświetleniem jako osobną spółkę.
W 2016 roku doszło do spin-offu w wyniku którego powstała spółka Philips Lightning. W 2018 roku doszło do zmiany nazwy spółki na Signify.
W kwietniu 2019 roku przejęła spółkę WiZ Connected, pochodzącą z Hongkongu spółkę oferującą usługi związane z oświetleniem poprzez wykorzystanie technologii Wi-Fi.
W marcu 2020 roku spółka Eaton Corporation sprzedała swoją część działalności zajmującej się oświetleniem (Cooper Lighting Solutions). Signify za tę transakcję zapłaciło 1,4 mld dolarów.
W lipcu 2021 roku przejęta przez przedsiębiorstwo została brytyjska spółka Telensa, zajmująca się zarządzaniem oświetleniem miejskim, za kwotę około 11 mln funtów.
W maju 2022 roku do skutku doszło przejęcie spółki Fluence od Osram za kwotę 271 mln dolarów. Przejęta spółka prowadzi działalność rynku oświetlenia stosowanego w ogrodnictwie.

## Produkty
Spółka posiada w swoim portfolio produkty do zastosowania domowego, profesjonalnego oraz oświetlania miast. Część produktów nadal jest oferowana pod brandingiem Philips. Do najbardziej rozpoznawalnych linii produktowych należą Philips Hue, WiZ, Color Kinetics.
Signify regularnie zdobywa nagrody iF Design Award, między innymi w 2021 roku projekty spółki zdobyły 12 nagród.
Spółka regularnie również jest wyróżniana podczas gali Red Dot Awards w kategorii "Produkt Design".